# Велика Колумбија
Велика Колумбија (шп. Gran Colombia) је држава која је постојала између 1821. и 1831. године, и која је обхватала територије данашњих земаља Колумбије, Венецуеле, Еквадора и Панаме. Право име ове државе је било Република Колумбија, међутим, да би се разликовала од данашње државе Колумбија, назива се Великом Колумбијом.
Основана је проглашењем устава у Кукути, 1821. године према одлуци која је донета на Конгресу у Ангостури 1819. године. Ова република је обухватала територије ранијег Вицекраљевства Нова Гранада и Генералне капетаније Венецуеле.
Ова државу су уништиле унутрашње борбе и сепаратистичке тежње, тако да је 1831. године она престала да постоји.

## Етимологија
Службени назив земље, током целог њезиног постојања, био је Република Колумбија, међутим историчари су у наредним периодима усвојили назив Велика Колумбија, како би се јасније разликовала од истоимене модерне државе, која тај назив користи од 1863. године. Сам термин долази од шпанске верзије новолатинског имена Columbia, а које је темељено на имену Кристофора Колумба. Тај је назив преферирао Венецуелански револуционар Франсиско Миранда, који је у њему видео референцу на Нови свет, посебно на америчке територије и колоније под шпанском управом.
Миранда је, додуше, користио импровизовану, квазигрчку придевску форму имена, Colombeia, а која је означавала оно „што се односи на Колумбију”; тај је термин искористио као наслов архиве својих револуционарних активности. Симон Боливар и остали борци за независност користили су термин у конкретном, геополитичком контексту, чиме је исти добио јасну географску и политичку референцу.

## Историја

### Увод и оснивање Велике Колумбије
Оснивање Велике Колумбије била је кулминација борбе против Шпаније на северу континента, где је главни експонент те борбе био Симон Боливар. Након што је Шпанско царство током 1816. године повратило контролу над Новом Гранадом, што је већ раније изведено с Венецуелом, револуционари су били у доста комплексној позицији, контролишући искључиво ретко насељени југ Венецуеле. Сукоб је тада ушао у вишемесечну пат-позицију током које су Боливарови револуционари држали позиције на југу, а шпанске трупе, на чијем је челу био Пабло Морило, своје на северу.
Боливар је у међувремену прогласио Трећу Венецуеланску Републику, чији су делегати, заједно с онима од стране Шпанаца контролисале Нове Гранаде, учествовали у раду Конгреса у Ангостури од 1819. до 1821. године. Делегати у Ангостури су недуго након почетка заседања Конгреса прогласили Републику Колумбију и донели устав, међутим консолидација независности трајала је још две године. Боливар је током 1819. године лансирао успешну кампању с циљем ослобађања Нове Гранаде, након које су се војни успеси револуционара наставили низати. Одлучујући пораз Шпанског царства уследио је у Бици код Карабоба током 1821. године, након којег су убрзо ослобођени и преостали делови Венецуеле. Иако је царство покушало да поврати контролу над територијом током поморске битке на језеру Маракаибо, било је извесно како је Круна изгубила контролу над севером Латинске Америке, који је сада био независна држава Велика Колумбија.
Новонастала земља је организована као савезна република с три велике федералне јединице, департманима Кундинамарком, Венецуелом и Китом. На челу државе био је председник с потпредседником, а први носилац ове функције био је Симон Боливар.
По завршетку Конгреса у Ангостури, са заседањем је започео Конгрес у Кукути, који је током пет месеци заседања донео први прави Устав Републике Колумбије, знан као Устав из Кукуте. Тим је документом формализовано оснивање Велике Колумбије, односно уједињење Нове Гранаде и Венецуеле, а сама држава је била уређена на федералном принципу. Међутим, државно уређење уродило је бројним проблемима и сукобима на релацији федералиста и централиста (види испод), због чега је недуго након овог Конгреса, крај чијег заседања је довео до отварања сазива редовног Конгреса републике, сазвана конвенција у Окањи, чији је циљ била реформа Устава из 1821. године.

### Интеграција Централне Америке и Кариба
Настанак Велике Колумбије био је значајан догађаја за целокупно подручје Латинске Америке. Боливарова панамериканистичка идеја била је привлачна не само земљама Јужне Америке, које су нетом остваривале независност од Шпаније, већ и земљама Централне Америке, које су још увек биле у процесу осамостаљења. Искористивши успех јужноамеричких револуционара, Панама је током 1821. године такође прогласила независност. У новој земљи убрзо су се почеле јављати струје око потенцијалног припајања некој од већ постојећих латиноамеричких земаља, тако да су у једном тренутку постојале три изражене струје; једна која је пропагирала уједињење с новоформираним Мексичким царством (што су урадиле и друге централноамеричке земље), друга која се залагала за уједињење с Перуом и трећа, која је заговарала припајање Великој Колумбији. Иако је трећа струја на крају остварила превласт и Панама се, као суверена држава, припојила Великој Колумбији, тај чин припајања никада није био потпун и панамске тежње за аутономијом су стварале озбиљне несугласице унутар Велике Колумбије. Цела ситуација кулминирала је неколико година касније, када је Панама одбила боливарски устав и кренула у реализацију независности као протекторат Уједињеног Краљевства и Сједињених Држава. Тај је покушај, ипак, угушен од стране колумбијске војске те је Панама све до 1903. године остала део Колумбије.
Ситуација на Хаитију била је донекле другачија. Тамо је Хозе Нуњез де Касерес крајем новебра 1821. године прогласио Републику шпански Хаити, која је постојала као претеча савремене Доминиканске Републике. Страхујући од хаићанске инвазије, Нуњез де Касерес је у конститутивном акту нове републике изразио намеру припајања Великој Колумбији. Недуго затим, Антонио Марија Пинеда је послат као делегат на континент како би се састао с Боливаром, међутим до сусрета никада није дошло јер је потоњи био на југу земље, где је довршавао борбу за независност. Упркос снажној намери, а која се даље требала протезати на лобирање за доминиканску независност од Хаитија и Шпаније, интеграција Шпанског Хаитија никада није спроведена. Догодило се, заправо, да је, само девет недеља након проглашења независности, хаићанска војска предвођена Жан-Пјером Бојером извршила инвазију на Шпански Хаити те га припојила својој територији.
Последње две земље у којима су се јавили покрети за уједињење с Колумбијом биле су Куба и Порторико, обе шпанске колоније у Карибима. На Куби је током 1821. године основано тајно друштво (заправо масонска ложа) назива Soles y Rayos de Bolívar, чији је примарни циљ била независност земље и њезино уједињење било с Мексиком, било с Колумбијом. Група је добила на значају током 1823. године, када је Хозе Франциско Лемус прогласио никада признату државу Кубанакан, што је била реакција на наводну неуспешну продају острва Британији. Ипак, цели покрет се на Куби распао у августу 1823. године, након што је један члан групе издао чланове шпанским властима, након чега су сви завршили на суду и били протерани. Истовремено, на Порторику се такође формирала група која се залагала за независност острва и унију с Колумбијом. Антонио Валеро де Бернабе је био предводник те струје те је 1823. године израдио план уједињења предложене државе Боринквен с Колумбијом. Иако је Валеро убрзо отишао у Венезуелу и чак учествовао у борбама, план је пропао због снажне америчке подршке тада актуалном стању, непостојању организованих снага на острву и смрти Боливара 1830. године.